# Kristin Størmer Steira
Kristin Størmer Steira (Mo i Rana, 30 april 1981) is een Noorse langlaufster. Steira vertegenwoordigde haar vaderland op de Olympische Winterspelen 2006 in Turijn, Italië en op de Olympische Winterspelen 2010 in Vancouver, Canada.

## Carrière
Steira maakte haar wereldbekerdebuut in maart 2002 in Oslo, tien maanden later pakte ze door middel van een negende plaats in Nové Město haar eerste wereldbekerpunten. Op de wereldkampioenschappen langlaufen 2003 in het Italiaanse Val di Fiemme eindigde de Noorse als vijfentwintigste op de 30 kilometer vrije stijl en als achtentwintigste op de 10 kilometer achtervolging. In januari 2005 boekte Steira in Pragelato, Italië haar eerste wereldbekerzege. Tijdens de wereldkampioenschappen langlaufen 2005 in Oberstdorf, Duitsland sleepte de Noorse de bronzen medaille in de wacht op de 15 kilometer achtervolging, op de 10 kilometer vrije stijl eindigde ze als negende. Samen met Vibeke Skofterud, Hilde Gjermundshaug Pedersen en Marit Bjørgen veroverde ze de wereldtitel op de estafette. Op de Olympische Winterspelen van 2006 in Turijn eindigde Steira als vierde op zowel de 10 kilometer klassiek als de 15 kilometer achtervolging en de 30 kilometer vrije stijl, samen met Hilde Pedersen, Kristin Murer Stemland en Marit Bjørgen eindigde ze als vijfde op de 4x5 kilometer estafette.

### 2007-heden
Op de wereldkampioenschappen langlaufen 2007 in Sapporo, Japan veroverde Steira de zilveren medaille op de 30 kilometer klassiek en de bronzen medaille op de 15 kilometer achtervolging, op de 10 kilometer vrije stijl eindigde ze op de vierde plaats. Samen met Vibeke Skofterud, Marit Bjørgen en Astrid Jacobsen sleepte ze de bronzen medaille in de wacht op de 4x5 kilometer estafette. In december 2008 boekte de Noorse in het Franse La Clusaz haar tweede wereldbekerzege, aan het eind van het seizoen 2008/2009 eindigde ze voor de eerste maal in de toptien van de algemene wereldbeker. Op de wereldkampioenschappen langlaufen 2009 in het Tsjechische Liberec legde Steira beslag op de zilveren medaille op de 15 kilometer achtervolging, op de 30 kilometer vrije stijl eindigde ze op de vijfde plaats en op de 10 kilometer klassiek bereikte ze de zesde positie. Samen met Marit Bjørgen, Therese Johaug en Marthe Kristoffersen eindigde ze als vierde op de 4x5 kilometer estafette. Tijdens de Olympische Winterspelen van 2010 in Vancouver eindigde Steira als vierde op de 15 kilometer achtervolging en als achtste op de 10 kilometer vrije stijl, op de estafette sleepte ze samen met Vibeke Skofterud, Therese Johaug en Marit Bjørgen de gouden medaille in de wacht.

## Resultaten

### Olympische Spelen
| Jaar | Plaats    | Resultaten                                                                                   |
| ---- | --------- | -------------------------------------------------------------------------------------------- |
| 2006 | Turijn    | 4e 10 km (klassieke stijl) 4e 15 km achtervolging 4e 30 km (vrije stijl) 5e 4x5 km estafette |
| 2010 | Vancouver | 4e 15 km achtervolging · 8e 10 km vrije stijl · 4x5 km estafette                             |

### Wereldkampioenschappen
| Jaar | Plaats        | Resultaten                                                                                      |
| ---- | ------------- | ----------------------------------------------------------------------------------------------- |
| 2003 | Val di Fiemme | 25e 30 km (vrije stijl) 28e 10 km achtervolging                                                 |
| 2005 | Oberstdorf    | 15 km achtervolging · 9e 10 km (vrije stijl) · 4x5 km estafette                                 |
| 2007 | Sapporo       | 30 km (klassieke stijl) · 15 km achtervolging · 4e 10 km (vrije stijl) · 4x5 km estafette       |
| 2009 | Liberec       | 15 km achtervolging · 6e 10 km (klassieke stijl) · 6e 30 km (vrije stijl) · 4e 4x5 km estafette |

### Wereldbeker

#### Eindklasseringen
| Seizoen   | Plaats | Punten |
| --------- | ------ | ------ |
| 2002/2003 | 42e    | 93     |
| 2003/2004 | 27e    | 177    |
| 2004/2005 | 12e    | 311    |
| 2005/2006 | 22e    | 266    |
| 2006/2007 | 14e    | 367    |
| 2007/2008 | 16e    | 465    |
| 2008/2009 | 9e     | 827    |

#### Wereldbekerzeges
| Nr. | Datum           | Plaats    | Onderdeel           |
| --- | --------------- | --------- | ------------------- |
| 1.  | 22 januari 2005 | Pragelato | 15 km achtervolging |
| 2.  | 6 december 2008 | La Clusaz | 15 km (vrije stijl) |